# Amine Gemayel
Amine Pierre Gemayel (arabiska: أمين بيار الجميٌل), född 22 januari 1942 i Bikfaya i Al Matn, är en libanesisk politiker som var Libanons president 1982–1988 samt ledare för Kataebpartiet.
Amine Gemayel valdes till president av den libanesiska nationalförsamlingen 21 september 1982 till följd av att hans bror Bashir Gemayel, som månaden innan valts till president, mördades innan denne hann tillträda.